# Commentaires de la guerre gallique
Les Commentaires de la guerre gallique est un manuscrit en trois tomes rédigé par François Demoulins vers 1519 et 1520 et offert au roi François Ier de France. Il comporte des enluminures peintes par le néerlandais Godefroy le Batave. Le premier tome est actuellement conservé à la British Library (Harley 6205), le deuxième à la Bibliothèque nationale de France (Fr.13429) et le troisième à la bibliothèque du musée Condé de Chantilly (Ms.388).

## Historique du manuscrit
François Demoulins de Rochefort, est un ancien précepteur de François alors qu'il était duc d'Angoulême, et est le grand aumônier du roi en 1519. Il conçoit à cette date un projet de commentaire de la Guerre des Gaules, sous la forme de dialogue entre Jules César et le roi de France. C'est le moyen pour lui d'éduquer le jeune roi à son nouveau métier mais aussi de flatter ses ambitions impériales. Le texte des deux premiers tomes sont en effet rédigés alors que François Ier est en pleine compétition pour la couronne impériale face à Charles Quint. Ce dernier est finalement élu le 28 juin 1519. Le discours du dernier tome s'en retrouve modifié.
Les manuscrits sont sans doute dispersés lors du pillage de la bibliothèque royale sous Henri III. Le tome I se retrouve dans les collections de Christophe Justel, secrétaire du roi au XVIIe siècle, puis dans celles de Henri Justel qui le fait passer en Angleterre en 1681. L'ouvrage entre ainsi dans les collections de Edward et Robert Harley. Cette collection constitue le cœur des collections de la British Library. Le tome II arrive dans les collections de Van Praet qui le revend aux frères Bures, libraires au XVIIIe siècle. Ceux-ci le lègue à la bibliothèque impériale en 1852. Le tome III se retrouve chez un collectionneur anonyme à Tours, puis chez le colonel B. de la Combe et enfin chez le libraire Jacques-Joseph Techener dont le duc d'Aumale acquiert le fonds en 1850.

## Composition

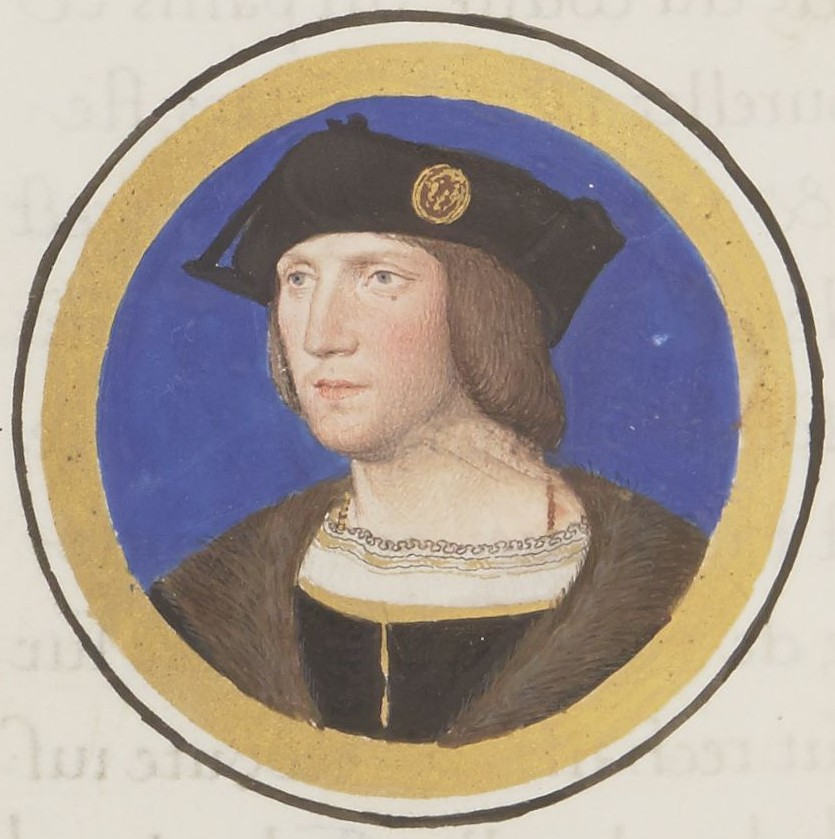
Portrait de Just Ier de Tournon "qui fut tué à la bataille de Pavie", par Jean Clouet dans un manuscrit de Commentaires de la Guerre Gallique. Bibliothèque nationale de France, mis à disposition dans Gallica.

Le livre n'est pas une simple traduction des Commentaires sur la Guerre des Gaules de Jules César, mais se présente comme un dialogue entre le général romain et le souverain français. Le livre raconte ainsi la rencontre imaginaire des deux personnages d'abord dans la forêt de Saint-Germain-en-Laye, puis dans la forêt de Bièvre. Il se rencontre de nouveau dans une forêt près de Cognac au cours d'un orage puis dans la forêt de Craige, près d'Angoulême. À chaque rencontre, César lui raconte des campagnes de la guerre des Gaules.
Le premier tome contient 77 folios et 11 grandes miniatures et 1 petite en semi-grisailles, ainsi que deux portraits en médaillon : il s'agit des portraits de Jules César et de François Ier, placés au tout début de l'ouvrage.
Le tome II contient les portraits de sept lieutenants de César, qui reprennent chacun les traits d'un compagnon d'arme de François Ier : Quintus Pedius est Artus Gouffier de Boisy, Diviaticus d'Autun est l'amiral Bonnivet, Quintus Titurius Sabinus est Lautrec, Iccius est le maréchal de Chabannes de La Palice, Lucius Arunculeius Cotta est Anne de Montmorency, Publius Sextius Baculus est Fleuranges et Publius Crassus est Tournon,.
Le troisième tome contient 66 folios et 12 miniatures en semi-grisailles. Il contient par ailleurs deux cartes dessinées par l'astronome néerlandais Albert Pigghe.